# مزود خدمة الشبكة
مزود خدمة الشبكة (NSP ) هو شركة أو منظمة تبيع النطاق الترددي أو الوصول إلى الشبكة من خلال توفير وصول مباشر للإنترنت إلى مزودي خدمة الإنترنت والوصول إلى نقاط الوصول إلى الشبكة (NAPs). لهذا السبب، يُشار أحيانًا إلى مزودي خدمة الشبكة على أنهم مزودو العمود الفقري أو مزودو خدمة الإنترنت.
قد يتكون مزودو خدمة الشبكة من شركات الاتصالات وشركات نقل البيانات وموفري الاتصالات اللاسلكية ومزودي خدمة الإنترنت ومشغلي التلفزيون الكبلي الذين يقدمون وصولاً عالي السرعة إلى الإنترنت. يمكن أن تشمل أيضًا بعض شركات تكنولوجيا المعلومات مثل آي بي إم ودي أكس سي للتكنولوجيا و Vanco و أتوس .